# バージニア・アクスライン
バージニア・アクスライン（Virginia M. Axline, 1911年-1988年）は、児童心理学者。
遊戯療法に来談者中心療法 (Client-Centered Therapy) 的な考え方を導入し、児童中心療法、非指示的遊戯療法の立場を強調する遊戯療法の基礎を確立した。

## 特徴

### 遊戯療法の8原則
彼女の主張の特徴は、最小限の制限の中で、子どもの自由と意思を尊重する治療過程にある。
以下の8項目は、彼女が治療者の基本的態度の原則として提唱したものである。
- ラポールの形成
- あるがままの受容
- 許容的な雰囲気作り
- 情緒の的確な察知
- 子どもに自信と責任をもたせる
- 非指示的な態度
- 治療がゆっくり進むことを理解する
- 必要な制限は与える

## 引用文献
- 坂野雄二（編）『臨床心理学キーワード』有斐閣双書、2000年